# Kanelkaveldun
Kanelkaveldun (Typha laxmannii) är en kaveldunsväxtart som beskrevs av Lepech..
Enligt Catalogue of Life ingår kanelkaveldun i släktet kaveldun och familjen kaveldunsväxter, men enligt Dyntaxa är tillhörigheten istället släktet kaveldun och familjen kaveldunsväxter. Arten har ej påträffats i Sverige. Inga underarter finns listade i Catalogue of Life.

## Bildgalleri

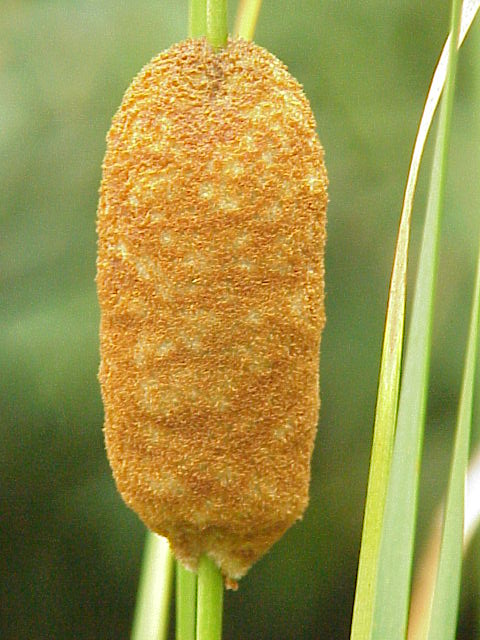
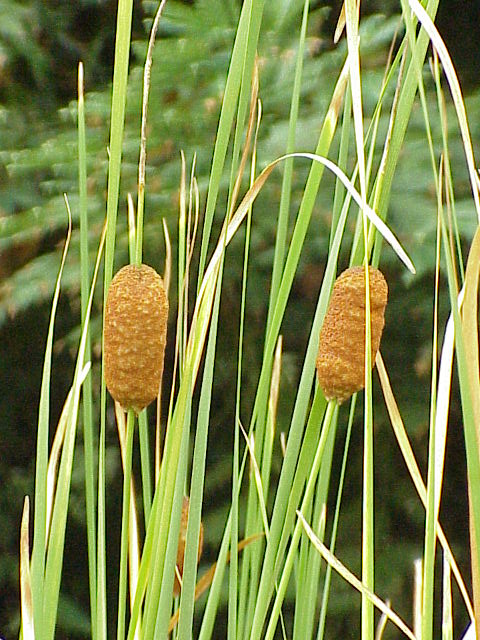
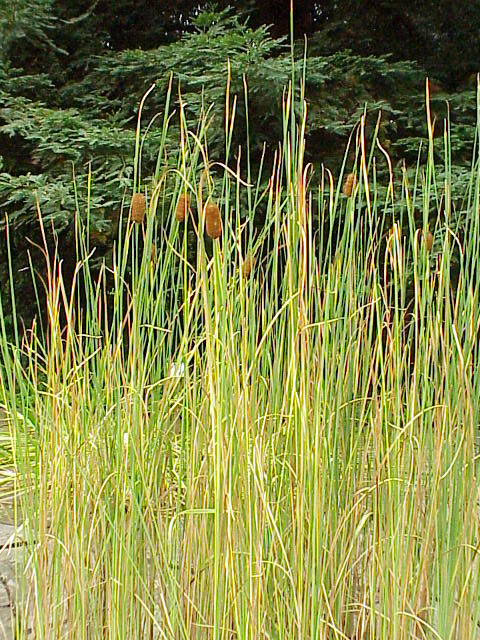
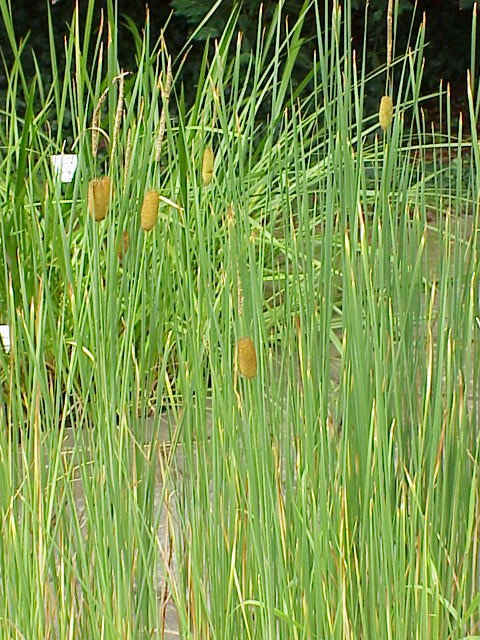
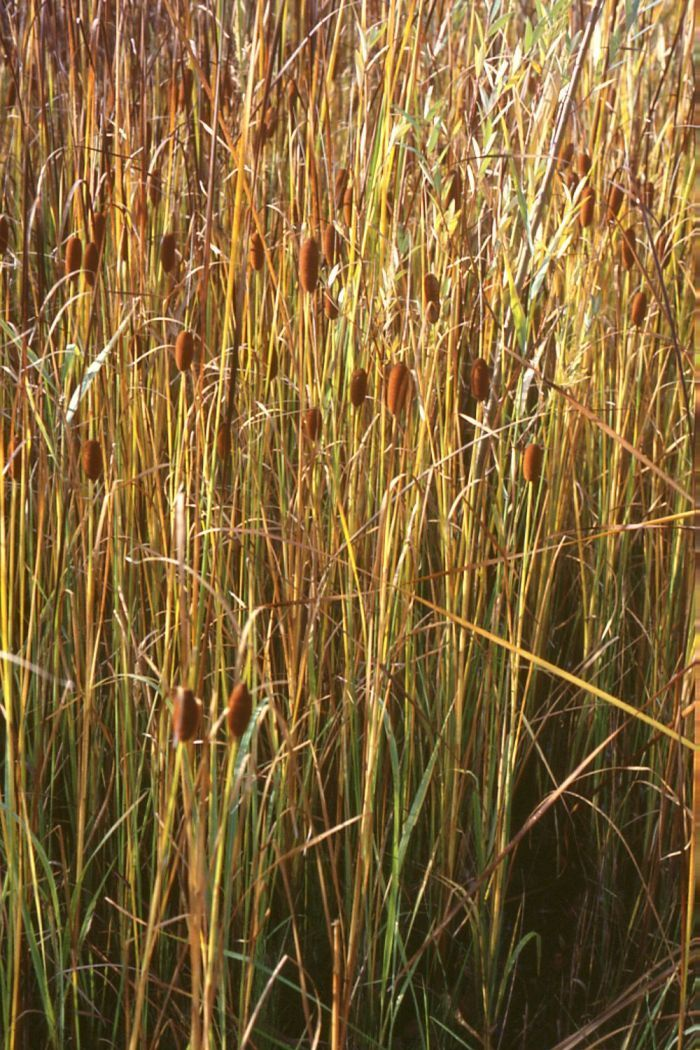
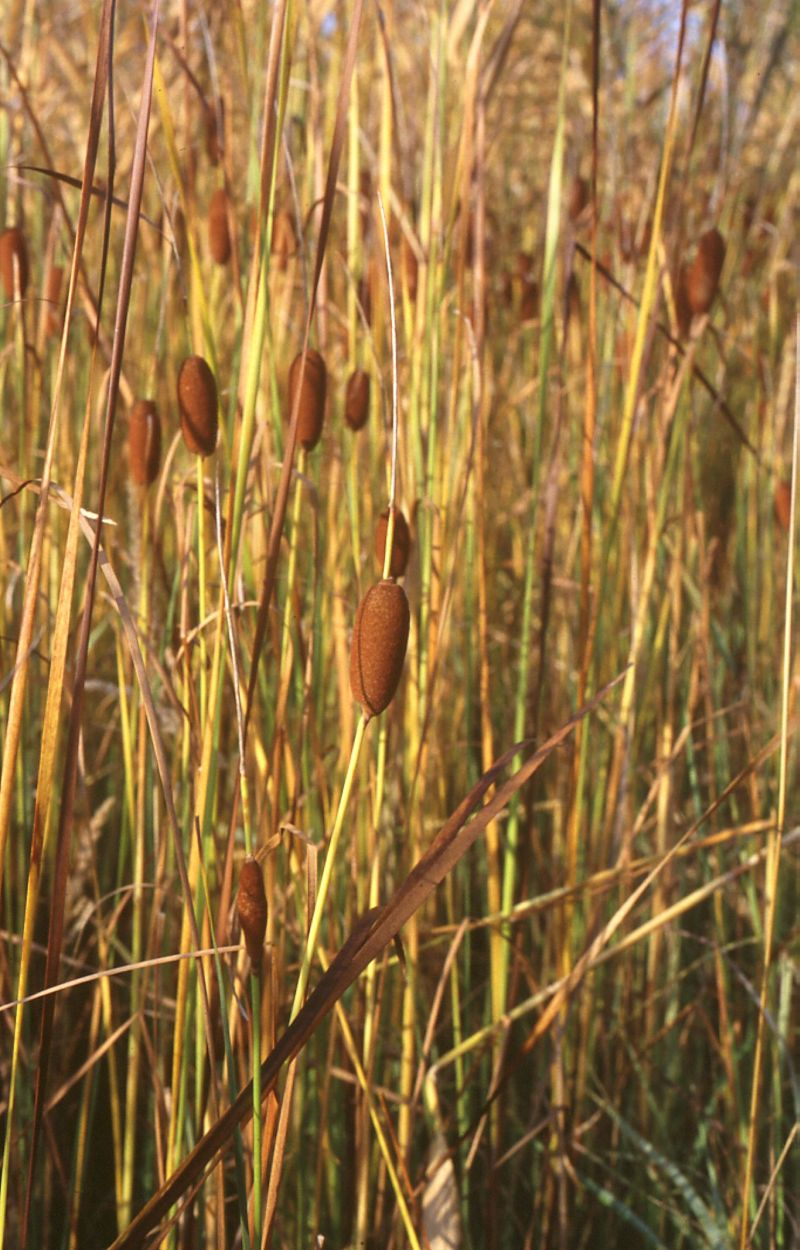